# Julia Uddén
Julia Uddén, née en 1985, est une neuroscientifique suédoise, spécialiste de neuroscience cognitive et lauréate du prix L'Oréal-Unesco pour les femmes et la science 2017.

## Biographie
Uddén obtient un baccalauréat universitaire en mathématique à l'université de Stockholm et un doctorat en neuroscience cognitive à l'Institut Karolinska. Elle commence sa carrière en travaillant pour l'Institut Max Planck pour la psycholinguistique (en) et pour le Centre Donders pour l'imagerie cérébrale cognitive (en). Uddén a publié de nombreux articles dans des revues  de renommée internationale à comité de lecture, tel que Un gradient rostro-caudal de traitement de séquences structurées dans le gyrus frontal inférieur gauche dans Transactions philosophiques du Royal Society b: Sciences biologiques. D'autres publications ont paru dans Cognition, Cognitive Science, NeuroImage et Brain & Language. Elle est experte en psycho- et neurolinguistique, en particulier la syntaxe et les méthodes de neuroimagerie, et siège au comité de rédaction de Neuroscience de Scientific Reports.
Elle travaille aujourd’hui à l'université de Stockholm au département des linguistiques et psychologie, le Udden Lab. Le laboratoire Uddén travaille sur la neurobiologie du langage et de la communication, avec un accent sur le développement de la capacité de communication à l'adolescence et au jeune âge adulte. Les principales méthodes sont par Imagerie par résonance magnétique fonctionnelle (IRMF), les mesures de connectivité ainsi que les méthodes comportementales avec une approche de différenciation individuelle.

### Distinctions et récompenses
- Prix L'Oréal-Unesco pour les femmes et la science (2017)[1].